# Lasiopetalum membranaceum
Lasiopetalum membranaceum är en malvaväxtart som först beskrevs av Steudel, och fick sitt nu gällande namn av George Bentham. Lasiopetalum membranaceum ingår i släktet Lasiopetalum och familjen malvaväxter. Inga underarter finns listade i Catalogue of Life.